# Tanyproctus kermanshahensis
Tanyproctus kermanshahensis är en skalbaggsart som beskrevs av Rudolph Petrovitz 1980. Tanyproctus kermanshahensis ingår i släktet Tanyproctus och familjen Melolonthidae. Inga underarter finns listade i Catalogue of Life.